# 路易斯·拉摩

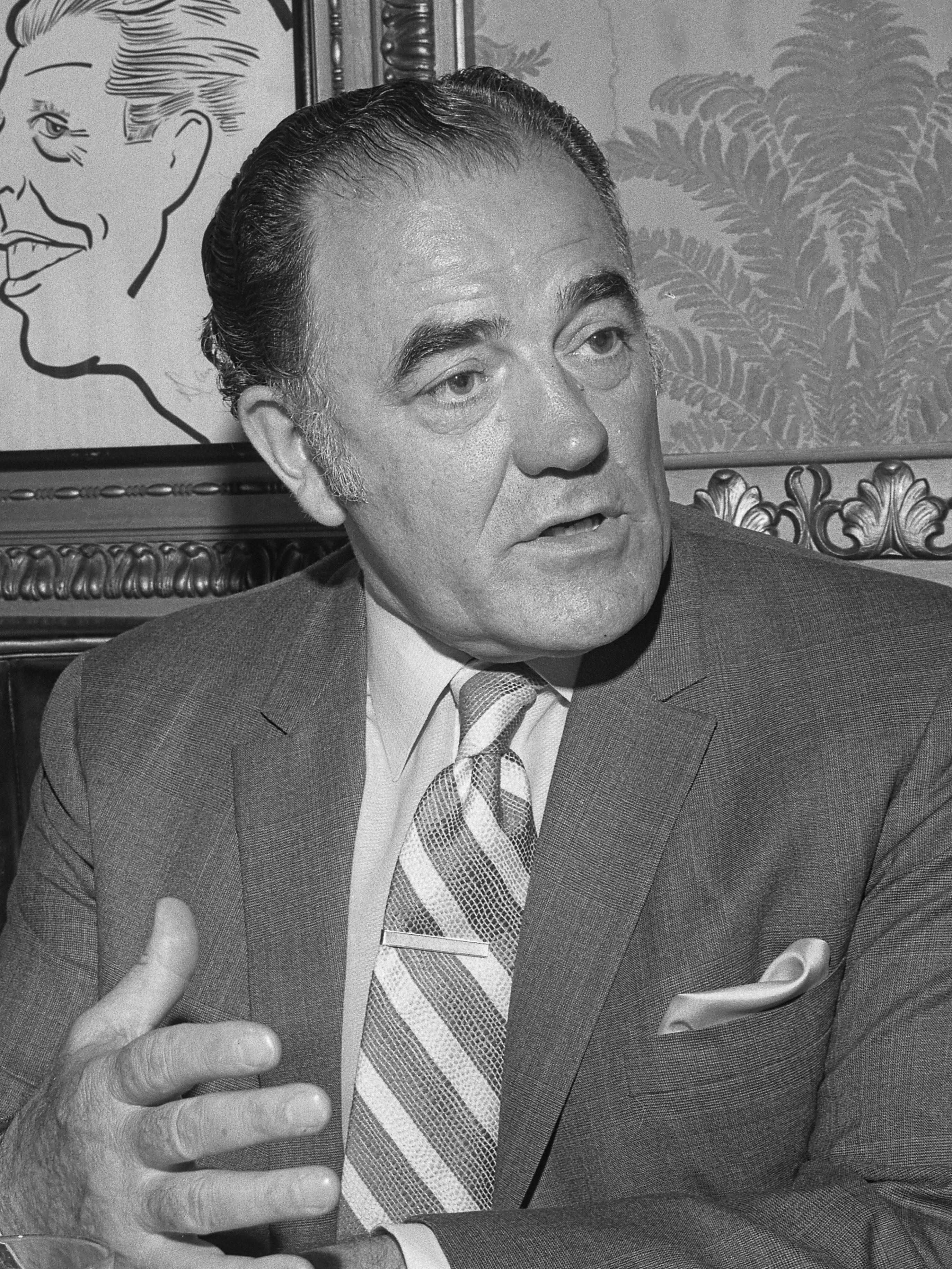
路易斯·拉摩

路易斯·拉摩（Louis Dearborn L'Amour ,1908年3月22日 - 1988年6月10日）是一位美国小说家。他的作品主要以美國西部為主題。拉摩雖然不吸烟，但他依然因為肺癌而去世，其墓地位於林茵纪念公园。 到他去世时，他共出版了105部作品（89 部小说、14部短篇小说集和两部非虚构作品） . 